# Église Sainte-Ita de Chicago
L'église Sainte-Ita (en anglais : St. Ita's Church) est une église catholique de la ville de Chicago, dans l'État de l'Illinois. Datant de 1927, elle fut conçue dans le style néogothique par l'architecte Henry Schlaks. Elle se trouve au 1220 West Catalpa Avenue dans le quartier d'Andersonville, dans la partie sud du secteur d'Edgewater, non loin du cimetière de Rosehill.
L'église s'appelle Sainte-Ita du nom de la première religieuse irlandaise, ayant vécu au VIe siècle, et sainte-patronne de Killeedy (comté de Limerick), village natal de son premier curé.

## Description

### Histoire
La paroisse a été fondée en 1900 pour une cinquantaine de familles du secteur par l'abbé irlando-américain John Crowe, près de la gare d'Edgewater. Une première petite église de bois est érigée au coin de la Catalpa Avenue et de la Magnolia Avenue, un presbytère de briques est construit en 1901 et une école paroissiale ouvre en 1904, tenue par les Sœurs de la Miséricorde (congrégation dont faisaient partie quatre des sœurs de sang de l'abbé Crowe). 
L'église Sainte-Ita a été consacrée par le cardinal George Mundelein le 9 octobre 1927. Le cardinal lui-même avait suggéré le style architectural, le gothique français. Le père Crowe et l'architecte Henry J. Schlacks se sont rendus dans les États de l'Est pour étudier les plus beaux exemples d'architecture gothique française dans ce pays. La conception de l'église s'inspire également de la cocathédrale Notre-Dame-de-l'Annonciation de Bourg-en-Bresse et de la cathédrale Notre-Dame de Chartres, toutes deux situées en France.

### Architecture

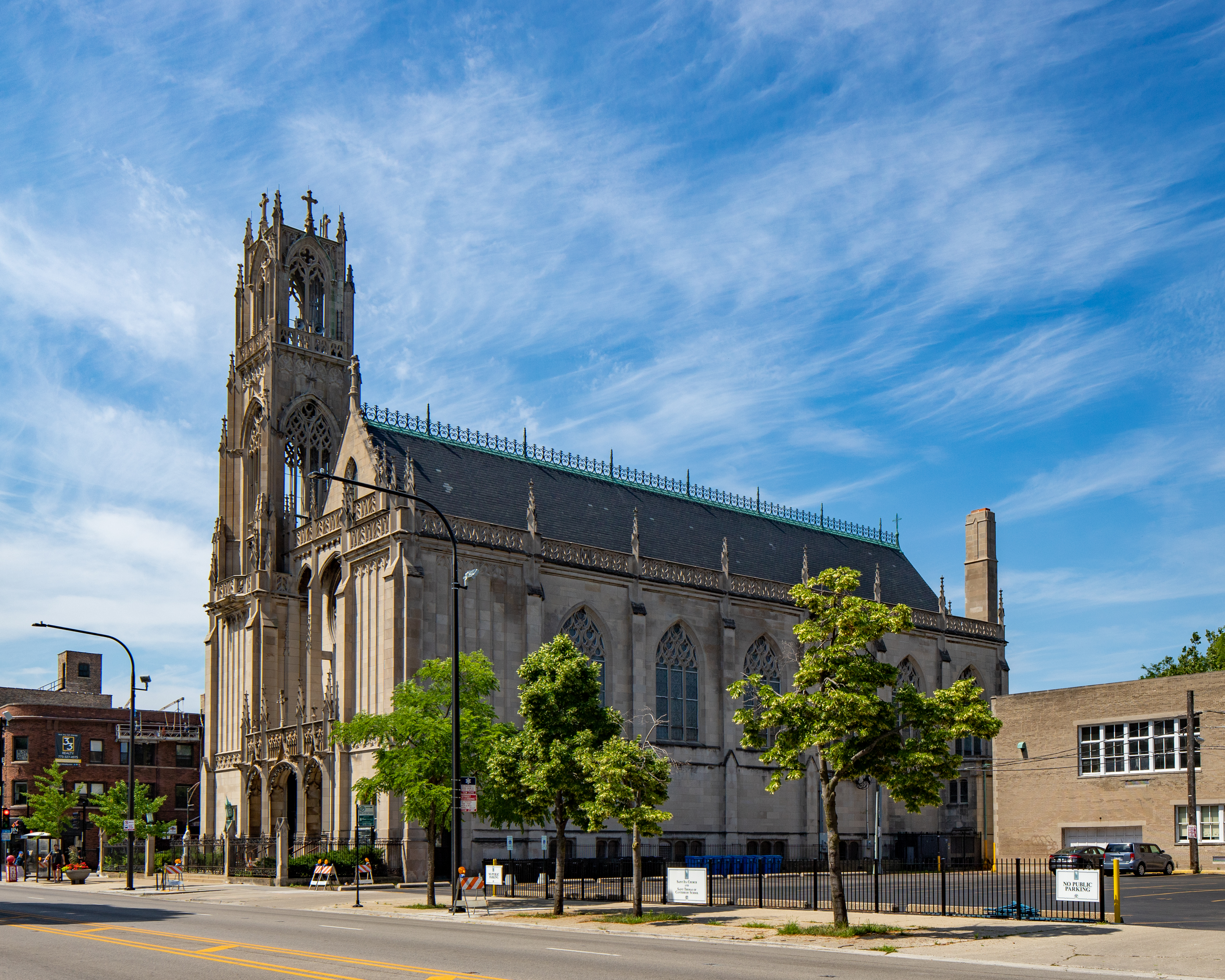
L'église sainte-Ita.

Le bâtiment de l'école est terminé en 1909 avec 542 enfants scolarisés, dont 67 filles dans la section d'enseignement secondaire. Les Sœurs sont au nombre de dix-sept dans un couvent construit en 1909.
Les plans de la nouvelle église sont approuvés par le cardinal Mundelein en 1923 dans le style gothique français, s'inspirant pour la façade de l'église Notre-Dame de Brou en France. La première pierre est bénie le 14 septembre 1924, cette pierre d'angle est une pierre noire des ruines du couvent de Sainte-Ita en Irlande. La première messe y a lieu à Pâques 1927 et elle est consacrée en octobre suivant.
L'église, construite avec 1 800 tonnes de pierre provenant des carrières de calcaire de Bedford, mesure 57 mètres de longueur, 21,3 mètres de largeur et 29 mètres de hauteur jusqu'au gable. La tour s'élève à 37 mètres. Des détails gothiques élaborés marquent l'autel, mais les médaillons contenant plus de 200 000 pièces de vitraux, conçus par Schlacks, sont le véritable point culminant de l'intérieur.
Les vitraux sont issus de la fameuse maison française Mauméjean. Le maître-autel néogothique et les autels latéraux sont en marbre et pierre d'Istrie et s'inspirent de l'église de Brou. Un nouvel orgue de 4 500 tuyaux est installé en 1951.